# 美國國會喬治亞州代表團
美國國會喬治亞州代表團（United States congressional delegations from Georgia）是美國國會在喬治亞州所代表的眾議員和參議員的代表團。
喬治亞州代表團的現任團長為代表 桑福德·畢曉普 （眾議院第二選區） ，其在眾議院自1993年以來擔任。